# Storie di confine
Storie di confine è il quinto album pubblicato dai Sempre Noi, nel 2002.
L'album, che contiene brani inediti, riarrangiamenti di vecchi brani e cover, è caratterizzato dal fatto che le canzoni siano cantate da Chris Dennis e Paolo Lancellotti, membri storici del gruppo musicale Nomadi.

## Tracce
1. Per fare un uomo
2. San José
3. Lupo di mare
4. Out on the border
5. Vieni via con me
6. Blow you wind of change
7. Medio Oriente
8. The times they are a changing
9. Ribelle
10. Chapas

## Formazione
- Chris Dennis - violino, flauto, tastiere, voce
- Paolo Lancellotti - batteria, percussioni, voce
- Joe Della Giustina - basso
- Luca Zannoni - tastiere
- Napo Preti - chitarre

Altri musicisti
- Marco Formentini - chitarra
- Manco Inca - quena
- William Llerena - chitarra 12 corde, charango, basso
- Alex Class - basso
- Antonio Fiorentino - percussioni
- Marco Carta - basso
- Giancarlo Salaris - bandoneon
- Andrea Bunari - batteria
- Silvano Ori - chitarra
- Glauco Zuppiroli - contrabbasso, cori
- Roberto Ferniani - chitarra
- Matteo Scaioli - percussioni
- Mauro Canossa - cori
- Stefano Cirillo - cori
- Lucia Tari - cori
- Wainer Nadalini - cori